# 塔吉克文学
塔吉克文学泛指中亚国家塔吉克斯坦的文學。塔吉克斯坦文學是古典波斯文学的继承者，在沙俄时期之后又受到俄语文学的影响，主要以塔吉克语写作。十月革命后，出现了萨·阿伊尼、苏莱莫尼、拉西米、伊克拉米、嘉福哈德·扎德、阿明·扎德等作家。阿伊尼在20年代发表了《奥金娜》、《多洪达》。蘇德戰爭时期的作家有优素福、卡里姆等，小说、戏剧等形式得以发展。50年代阿伊尼又写作了4卷本回忆录。当代创作的剧本则有《我的城市》（1951）、《自由的烈焰》（1964）和《革命的士兵》（1970）等。

## 外部連結
- Marc Toutant & Gulnara AïtPaeva, Littérature et société en Asie centrale. Nouvelles sources pour l’étude des relations entre culture et pouvoir du XVe siècle jusqu’à nos jours, 2015, CR （页面存档备份，存于）
- Литература Средней Азии （页面存档备份，存于）
- Литературная энциклопедия （页面存档备份，存于）
- История всемирной литературы （页面存档备份，存于）
- Historical Dictionary of Tajikistan （页面存档备份，存于）
- Oral Literature of Iranian Languages: Kurdish, Pashto, Balochi, Ossetic, Persian and Tajik: Companion Volume II （页面存档备份，存于）